# Colonia Guadalupe Hidalgo
Colonia Guadalupe Hidalgo är en ort i kommunen Ozumba i delstaten Mexiko i Mexiko. Samhället hade 882 invånare vid folkräkningen 2020.